# مشهد يحيى الشبيهي

مشهد يحيى الشبيهى ، هو أحد المساجد التي انشئت في عصر الدولة الايوبية في مصر، يقع بقرافة الإمام الشافعي.

## وصفه
يتألف من غرفة مربعة، يبلغ طول ضلعها نحو سبعة أمتار ونصف متر، تعلوها قبة ويحيط بها ردهة من ثلاث جهات، وفي منتصف كل ضلع من الأضلاع الثلاثة فتحة على الردهة. ويعلو الفتحة عقد ذو زاوية.
ويفتح الضلع الشمالي للقبة على صحن مساحته 13 ×26 مترا، ويقسم الصحن الآن صفان من البوائك إلى ثلاثة أروقة. وتتكون كل بائكة من ثلاثة عقود ذات زاوية تعتمد على عمودين، وفي طرفى الضلع الشرقي للصحن محرابان صغيران، أما الجزء الأوسط فتوجد به فتحة تؤدى إلى ردهة على جانبيها الشمالي والجنوبي غرفتان.
أما منطقة الانتقال من المربع إلى الدائرة التي تعلوها القبة فنلاحظ أن ارتفاعها يبلغ 3.5 متر، وفي الأركان الأربعة مثلث يشتمل على صفين من المقرنصات وبين كل مثلثين توجد نوافذ كل منها يتكون من ثلاث فتحات، وهي في ذلك تشبه قباب مشهد السيدة رقية، أما في الخارج فنلاحظ أن منطقة الانتقال مدرجة على شكل سلم 

## روابط خارجية
- آثار القاهرة الإسلامية نسخة محفوظة 31 مايو 2014 على موقع واي باك مشين.